# Kongoalethe
Kongoalethe (Alethe castanea) är en fågel i familjen flugsnappare inom ordningen tättingar.

## Utseende och läte
Kongoalethen är en trastliknande flugsnappare. Den är rödbrun på ovansida och stjärt, medan undersidan är vit. Ansiktet är grått och benen är mörkgrå. På hjässan har den en eldröd liten tofs som dock är svår att se i fält och verkar mer som ett rödbrunt hjässband. Lätet består av en tudelad vissling, återgiven i engelsk litteratur som ”go where?”.

## Utbredning och systematik
Kongoalethe delas upp i två underarter med följande utbredning:
- Alethe castanea castanea – Nigeria till västra Demokratiska republiken Kongo och norra Angola samt ön Bioko i Guineabukten
- Alethe castanea woosnami – centrala Demokratiska republiken Kongo till södra Sudan och Uganda

### Artstatus och släktskap
Kongoalethe och guineaalethe (A. castanea) behandlades tidigare som samma art. De skiljer sig dock något åt i utseende, även i juvenil dräkt. Genetiska studier från 2003 stödjer också uppdelningen i två arter. Artparet utgör en systergrupp till en klad i familjen bestående av trädnäktergalar, shamor och flugsnappare i bland annat Muscicapa. Tidigare inkluderades ytterligare fyra arter i släktet, men genetiska studier visar att de endast är avlägset släkt, närmare snårskvättor i exempelvis Cossypha], och har därför brutits ut till ett eget släkte, Chamaetylas.

### Familjetillhörighet
Liksom ett antal andra små trastliknande fåglar som rödhake, näktergalar, stenskvättor, rödstjärtar och buskskvättor behandlades arten tidigare som en trast (Turdidae), men genetiska studier visar att de tillhör familjen flugsnappare (Muscicapidae).

## Levnadssätt
Kongoalethen är en vanlig fågel i olika sorters skog i låglänta områden och lägre bergstrakter. Där ses den i undervegetationen eller på marken.

## Status och hot
Arten har ett stort utbredningsområde, men tros minska i antal, dock inte tillräckligt kraftigt för att den ska betraktas som hotad. Internationella naturvårdsunionen IUCN listar arten som livskraftig (LC).